# Горбоконь, Игорь Петрович
Игорь Петрович Горбоконь (род. 13 октября 1973) — украинский самбист и дзюдоист, бронзовый призёр чемпионатов Европы по самбо, серебряный призёр чемпионата мира по самбо, победитель и призёр международных турниров по дзюдо. Серебряный призёр летней Универсиады 1999 года в Пальма-де-Майорке. Тренировался под руководством Бислана Чесебиева.

## Спортивные результаты (дзюдо)
- Международный турнир в Бухаресте (1994 год) — ;
- Открытый чемпионат Израиля 1995 года — ;
- Международный турнир в Базеле (1996 год) — ;
- Международный турнир в Будапеште (1998 год) — ;